# تاریخ پاریس

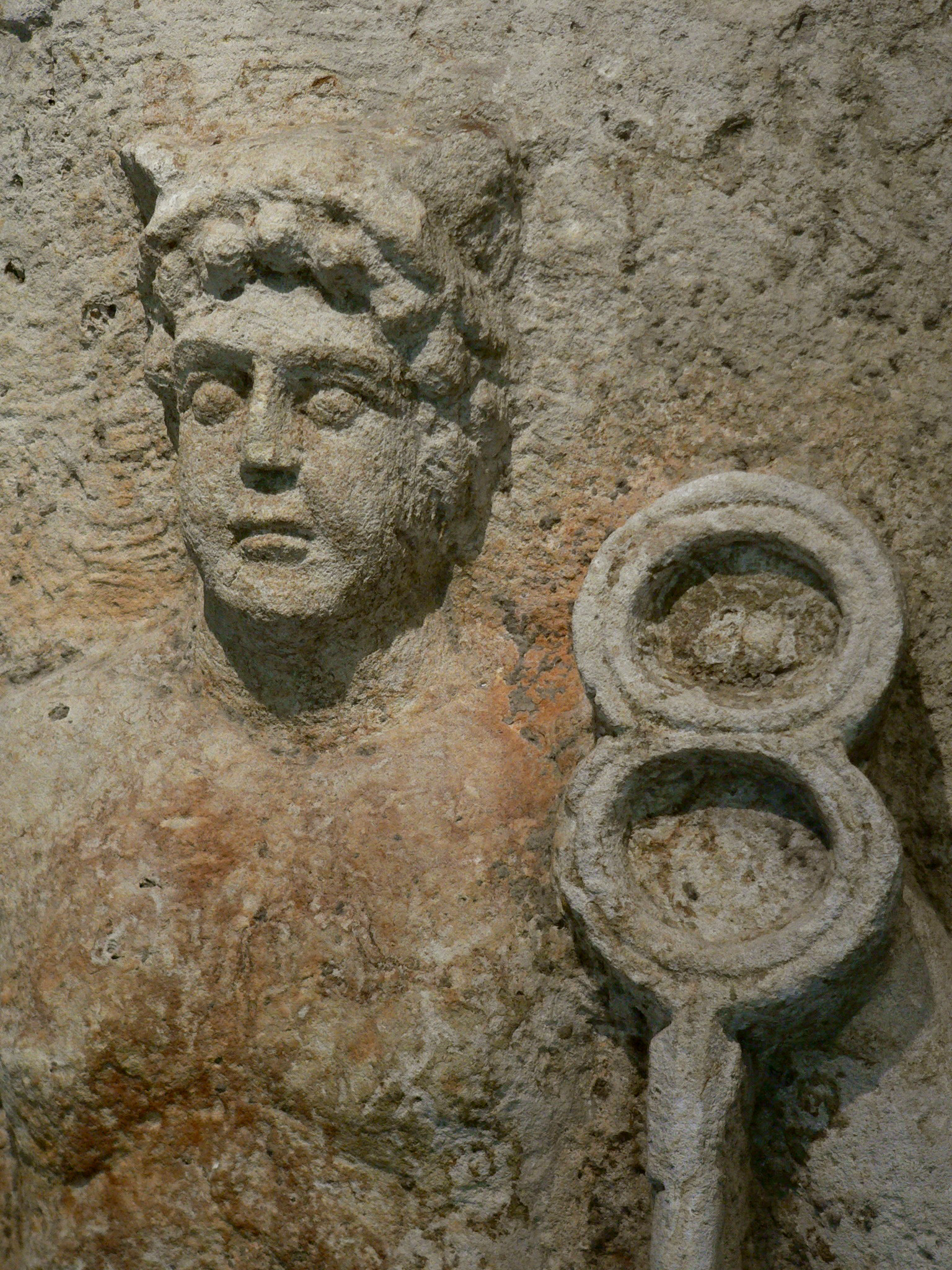
A Gallo-Roman stele of Mercury, from Lutetia. The people of Lutetia worshipped both Roman and Celtic gods. (Carnavalet Museum)

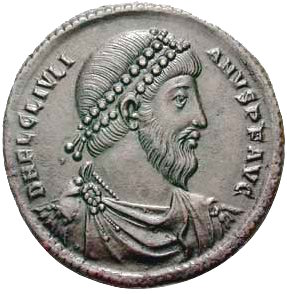
Julian the Apostate was crowned Roman Emperor in the Thermes de Cluny in 360 AD. He tried unsuccessfully to roll back the Germanic invasions and the spread of Christianity.

کهن‌ترین نشانه‌های زندگی انسان در سرزمین پاریس، استخوان‌هائی‌ست که از انسان به‌جا مانده و گواه‌هایی‌ست از لشگرگاه شکارچیان که دیرینگی‌اش به ۸۰۰۰ سال پیش از میلاد، در دوره میان‌سنگی برمی‌گردد.
میان سال‌های ۲۵۰ تا ۲۲۵ پیش از میلاد، تباری از سلتیک-سنون‌ها به نام پاریزی‌ها در کرانه رود سن نشیمن گزیدند، پل‌ها و دژی ساختند، سکه ضرب کردند و بازرگانی با دیگر شهرک‌های رودخانه‌ای در اروپا را آغاز نمودند.
در سال ۵۲ پیش از میلاد، یک ارتش رومی به رهبری تیتوس لابینوس، پاریزی‌ها را شکست داد و یک پادگان-شهرِ گالو-رومی به نام لوتتیا پایه‌گذاری کرد. این شهر در سده سوم پس از میلاد مسیحی شد و پس از فروپاشی امپراتوری روم، کلوویس یکم، پادشاه فرانک‌ها، آن را گرفت و در سال ۵۰۸ پایتخت خود کرد. در درازای سده‌های میانه، پاریس بزرگ‌ترین شهر اروپا، یک کانون دینی و بازرگانی برجسته و گهواره معماری سبک گوتیک بود. دانشگاه پاریس در کرانه چپ رود سن، که در میانه‌های سده سیزدهم پایه‌گذاری شد، یکی از نخستین دانشگاه‌ها در اروپا بود. پاریس زخم‌خوردهٔ طاعون خیارکی در سده چهاردهم و جنگ صدساله در سده پانزدهم بود. میان سال‌های ۱۴۱۸ و ۱۴۳۶، شهر را بورگوندی‌ها و سربازان انگلیسی گرفتند. در سده شانزدهم، پاریس پایتخت نشر کتاب اروپا شد، هرچند که با روی دادن جنگ‌های دینی فرانسه میان کاتولیک‌ها و پروتستان‌ها این سرآمدی سست و ناپایدار شد. در سده هجدهم، پاریس کانون جوشش اندیشه‌ای نامور به روشنگری و بستر بنیادین انقلاب فرانسه از سال ۱۷۸۹ بود که هر سال در ۱۴ ژوئیه با رژه لشکری گرامی‌اش می‌دارند. در سده نوزدهم، ناپلئون شهر را با سازه‌های تاریخی برای شکوه لشکری آراست. این شهر پایتخت مد اروپا و بستر دو انقلاب دیگر (در سال‌های ۱۸۳۰ و ۱۸۴۸) شد. در دوره ناپلئون سوم و فرماندار او در سن، ژرژ اوژن هاوسمان، میانه پاریس در سال‌های ۱۸۵۲ تا ۱۸۷۰ با خیابان‌های نو، میدان‌ها و بوستان‌های نو بازسازی شد و شهر تا پهناوری کنونی خود در سال ۱۸۶۰ گسترش یافت.

## پیشاتاریخی
در سال ۲۰۰۸، باستان‌شناسان هنگام کنده‌کاری در خیابان هنری فارمان شماره ۶۲ در بخش ۱۵، کمی آنسوتر از کرانه چپ رود سن، کهن‌ترین بازمانده‌های انسان و نشانه‌هایی از یک زیستگاه شکارچی-گردآورنده در پاریس را یافتند که دیرینگی آن به ۸۰۰۰ سال پیش از میلاد در دوره میان‌سنگی می‌رسد. دیگر یافته‌های تازهٔ زیستگاه‌های موقت، در برسی (بخشی از پاریس) در سال ۱۹۹۱ پیدا شده بود که دیرینگی آن‌ها میان ۴۵۰۰ تا ۴۲۰۰ پ‌م است.
در کنده‌کاری‌های برسی، تکه‌های سه قایق چوبی ماهیگیران در رود سن یافت شد که کهن‌ترین آنها به ۴۸۰۰ تا ۴۳۰۰ پیش از میلاد برمی‌گردد.
در کاوش‌های پایگاه رو هنري فارمان نشانه‌هایی از زیستگاه‌های دوره نوسنگی میانی (۴۲۰۰–۳۵۰۰ پیش از میلاد) و سده‌های نخست دوره برنز (۱۵۰۰–۳۵۰۰ قبل از میلاد)؛ و نخستین دوره آهن (۸۰۰–۵۰۰ پیش از میلاد) یافت شد. باستان شناسان سرامیک، تکه‌های استخوان جانوران و تکه‌های تبر تیزشده پیدا کردند. تبرهای ساخته‌شده در اروپای خاوری در پایگاه باستان‌شناسی نوسنگی در برسی پیدا شد، که نشان می‌دهد نخستین پاریسی‌ها در گذشته با زیستگاه‌ها در دیگر جاهای اروپا دادوستد می‌کردند.

## گشایش پاریس از سوی رومیان

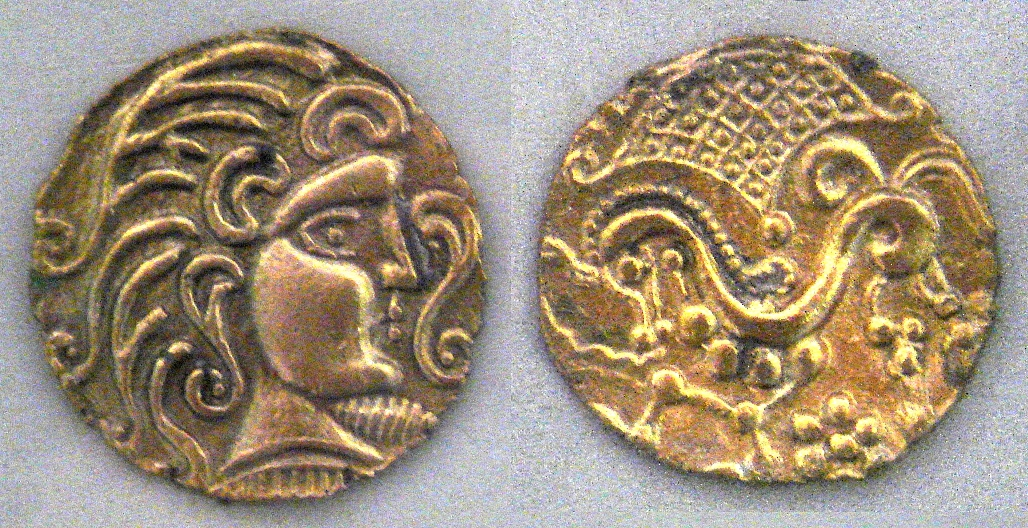
Gold coins minted by the Parisii (1st century BC)

میان سال های ۲۵۰ تا ۲۲۵ پیش از میلاد، در دوره آهن، پاریزی‌ها که زیرشاخه‌ای از سلتیک‌سنون‌ها بودند، در کرانه‌های رود سن نشیمن گزیدند. در آغاز سده دوم پیش از میلاد، آنها یک اوپیدوم (شهرکی با برج‌وباروی استوار) ساختند که درباره جای آن گمان‌هایی هست. شاید جای ساخت آن در ایل د لا سیته، جایی که پل‌های یک راه بازرگانی برجسته از رود سن گذر می‌کرده است، بوده‌باشد. ژولیوس سزار در گزارش خود از جنگ‌های گالی، دیدار با رهبران پاریسی را در جزیره‌ای در رود سن نگاشته‌است. مورخان دیگر نبود نشانه‌ای از زیستگاه‌های نخستینِ گالی در جزیره را می‌نگارند و باورمندند که اوپیدوم در نانتر پیرامون پاریس جای داشته‌است؛ جایی که بازمانده‌های شهرکی بزرگ در هنگام ساخت یک بزرگراه در دهه ۱۹۸۰ یافت شد. این زیستگاه "لوکوتوسیا" (به گفته جغرافیدان یونانی باستان استرابو) یا "لکوتسیا" (به گفته جغرافیدان رومی بطلمیوس) نامیده می‌شد و شاید نام آن از واژه سلتی lugo یا luco به معنای مرداب یا تالاب گرفته شده‌باشد.
تاخت‌وتاز ژولیوس سزار:
ژولیوس سزار و ارتش او میان سال‌های ۵۸ تا ۵۳ پ‌م به بهانه پاسداری از سرزمین‌شان در برابر تازندگان ژرمنی، ولی در واقع برای گرفتن آن بخش و پیوست کردنش به جمهوری روم، به  گال لشکرکشی کردند. در تابستان سال ۵۳ پ‌م، او از پاریس دیدن کرد و با نمایندگان تبارهای گالی که در برابر پرستشگاه گرد آمده بودند سخن گفت تا از آنها بخواهد که با دادن سرباز و پول، او را برای نبردهای انتخاباتی کمک کنند. پاریزی‌ها با پروا و دوراندیشی به سزار گوش دادند و پیشنهاد کردند که شماری سواره‌نظام فراهم کنند، ولی پنهانی با دیگر تبارهای گالی به رهبری ورسین‌گتوریکس هم‌پیمان شدند و در ژانویهٔ ۵۲ پ‌م خیزشِ در برابر رومیان را به‌راه انداختند.
سزار خیلی زود پاسخ داد. او شش لژیون را سوی شمال رو به اورلئان، جایی که شورش آغاز شده بود، و سپس به گرگوویا، زادگاه ورسین‌گتوریکس، برد. در همان زمان، او جانشین خود تیتوس لابینوس را با چهار لژیون فرستاد تا پاریزی‌هاو هم‌پیمان‌های آنها، سنون‌ها را زیر چیرگی خود درآورد. فرمانده پاریزی‌ها، کامولوژن، پلی را که اوپیدوم را به کرانهٔ چپ رود سن پیوند می‌داد، سوزاند، پس رومی‌ها نتوانستند به شهر نزدیک شوند.
سپس لابینوس و رومی‌ها به پایین دست رفتند، پل شناور خود را در مولن ساختند و به لوتیتا در کرانهٔ راست رود نزدیک شدند.
کامولوژن کارهای رومیان را با سوزاندن پل سمت راست و سوزاندن شهر، پیش از عقب‌نشینی به کرانه چپ و ساخت کمپ در جایی که اکنون سن ژرمن د پره نامیده می شود، پاسخ داد.
لبینوس پاریزی‌ها را با نیرنگی فریب داد. در نیمه‌های شب بخشی از لشکر خود را با سر و صدای فراوان به سوی بالادست مولن فرستاد او کم‌آزموده‌ترین سربازان خود را در لشگرگاه خود در کرانه راست رود رها کرد و با بهترین سربازانش بی‌سروصدا از رود سن گذشت و به سوی کرانه چپ رفت و تله‌ای برای پاریزی‌ها گذاشت. کامولوژن که گمان می‌کرد رومیان دارند عقب‌نشینی می‌کنند، نیروهای خود را بخش کرد، برخی برای گرفتن لشگرگاه رومی که می‌پنداشت رهاشده می‌باشد و برخی دیگر برای پیگرد ارتش روم. به‌جایش او مستقیماً با بهترین دو لژیون رومی در دشت گرنل، نزدیک برج ایفل و آموزشکده لشگری اکول کنونی برخورد کرد.پاریزی‌ها دلاورانه و ناامیدانه در جنگی که به نبرد لوتتیا نامور شد جنگیدند. کامولوژن کشته شد و سربازانش از سوی سپاه سامان‌مند روم کشته شدند. با اینکه پاریزی‌ها شکست خوردند ولی ایستادگی در برابر رومی‌ها را پی گرفتند. آنها هشت هزار تن را برای جنگ همراه با ورسین‌گتوریکس در واپسین ایستادگی خود در برابر رومیان در نبرد آلیزیا فرستادند.

## بن‌مایه
- همکاری‌کنندگان ویکی‌پدیا، «History of Paris»، ویکی‌پدیای انگلیسی، دانشنامهٔ آزاد (بازیابی ۲۷ مهر ۱۴۰۲)